# Ottavio Crepaldi
Ottavio Crepaldi (Taglio di Po, Província de Rovigo, 21 de maig de 1945) és un ciclista italià, ja retriat, que fou professional entre 1967 i 1979. Els principals triomfs foren una victòria d'etapa a la Volta a Suïssa de 1975 i una a la Volta a Catalunya de 1979.

## Palmarès
- 1968
  - Vencedor d'una etapa a la Volta a Colòmbia
- 1971
  - 1r al Gran Premi Montelupo
- 1975
  - Vencedor d'una etapa a la Volta a Suïssa
- 1976
  - Vencedor d'una etapa al Giro de la Pulla
- 1979
  - Vencedor d'una etapa a la Volta a Catalunya

### Resultats al Giro d'Itàlia
- 1969. 52è de la classificació general
- 1971. 50è de la classificació general
- 1972. Abandona
- 1973. Abandona (19a etapa)
- 1974. Abandona
- 1975. 31è de la classificació general
- 1976. No surt (3a etapa)
- 1977. 30è de la classificació general
- 1978. 17è de la classificació general

### Resultats a la Volta a Espanya
- 1975. 16è de la classificació general

### Resultats al Tour de França
- 1971. 25è de la classificació general